# Diecezja Petare
Diecezja Petare (łac. Dioecesis Petarensis) – diecezja Kościoła rzymskokatolickiego w Wenezueli. Należy do metropolii Caracas. 
16 listopada 2021 została erygowana przez papieża Franciszka z części archidiecezji Caracas.

## Ordynariusze
- Juan Carlos Bravo Salazar (od 2022)